# Dynamicum
Dynamicum est un bâtiment situé dans le quartier de Kumpula  à Helsinki en Finlande.

## Description
Dynamicum est un bâtiment de bureaux occupé par l'Institut météorologique finlandais dans la zone du campus de Kumpula de l'Université d'Helsinki.
Le bâtiment a été conçu par les architectes Timo Vormala et Erkki Karonen.
Les travaux de construction du bâtiment ont commencé à l'automne 2003 et le bâtiment a été achevé en septembre 2005.
La Président de la république de Finlande, Tarja Halonen, a inauguré Dynamicum le 8 novembre 2005.
Environ 550 personnes travaillent dans le bâtiment.
En 2011-2013, un auditorium de 120 places a été construit dans le bâtiment.
Au début, l'Institut de recherche marine était aussi dans le bâtiment jusqu'à ce que ses activités soient réparties entre l'Institut météorologique et le Centre finlandais de l'environnement en 2009. Depuis l'été 2009, le Département de physique de l'Université d'Helsinki dispose de locaux à Dynamicum. Dynamicum abrite également le Système intégré d'observation du carbone et le Centre de cybersécurité.

## Transports
Les itinéraires des lignes de transports en commun suivantes passent par Dynamicum:
- Bus: 56, 73, 75, 77, 506, 711, 717, 721
- Trains: I et P
- Métro: M1 M2

Les arrêts les plus proches sont: A.I. Virtasen Aukio, Kumpulan Kampus, Kyläsaarenkatu et Kätilöopisto.